# Keisuke Endo
Keisuke Endo (遠藤 敬佑 Endo Keisuke?, nacido el 20 de marzo de 1989 en Chiba) es un futbolista japonés que se desempeña como delantero.

## Trayectoria

### Clubes
| Club              | País  | Año         |
| ----------------- | ----- | ----------- |
| Mito HollyHock    | Japón | 2007 - 2011 |
| Thespa Kusatsu    | Japón | 2012 - 2013 |
| FC Machida Zelvia | Japón | 2014 - 2015 |
| Fujieda MYFC      | Japón | 2016 - 2017 |
| Kataller Toyama   | Japón | 2018 -      |

## Estadística de carrera

### J. League
| Club              | Año   | J. League | J. League | Copa J. League | Copa J. League | Total | Total |
| Club              | Año   | Part.     | Goles     | Part.          | Goles          | Part. | Goles |
| ----------------- | ----- | --------- | --------- | -------------- | -------------- | ----- | ----- |
| Mito HollyHock    | 2007  | 16        | 0         | -              | -              | 16    | 0     |
| Mito HollyHock    | 2008  | 19        | 0         | -              | -              | 19    | 0     |
| Mito HollyHock    | 2009  | 46        | 7         | -              | -              | 46    | 7     |
| Mito HollyHock    | 2010  | 34        | 2         | -              | -              | 34    | 2     |
| Mito HollyHock    | 2011  | 27        | 1         | -              | -              | 27    | 1     |
| Thespa Kusatsu    | 2012  | 37        | 1         | -              | -              | 37    | 1     |
| Thespa Kusatsu    | 2013  | 16        | 0         | -              | -              | 16    | 0     |
| FC Machida Zelvia | 2014  | 22        | 6         | -              | -              | 22    | 6     |
| FC Machida Zelvia | 2015  | 19        | 0         | -              | -              | 19    | 0     |
| Fujieda MYFC      | 2016  | 27        | 6         | -              | -              | 27    | 6     |
| Fujieda MYFC      | 2017  | 26        | 12        | -              | -              | 26    | 12    |
| Total             | Total | 289       | 35        | 0              | 0              | 289   | 35    |